# Necropolis (album)
Pour les articles homonymes, voir Necropolis.
Albums de Vader
Impressions in Blood
(2006)
Necropolis est le huitième album studio en date du groupe de Death metal polonais Vader. L'album est sorti le 21 août 2009 sous le label Nuclear Blast.
Une vidéo a été tournée pour le titre Never Say My Name. Les paroles de ce titre ont été inspirées en grande partie par l'œuvre The Gospel According To Satan de l'écrivain Patrick Graham.
L'enregistrement des titres de l'album s'est fait en trois fois : la première partie a été enregistrée début avril, la deuxième partie a été enregistrée à la fin de ce même mois et la dernière à la fin du mois de mai.
L'édition limitée de l'album contient deux titres supplémentaires. Le premier, Black Metal, est une reprise du groupe de Thrash metal anglais Venom. Le second, Fight Fire With Fire, est une reprise du groupe de Thrash metal américain Metallica.

## Composition
- Piotr "Peter" Wiwczarek – chant, guitare, basse
- Paweł "Paul" Jaroszewicz – batterie

## Liste des morceaux
1. Devilizer – 3:20
2. Rise of the Undead – 3:53
3. Never Say My Name – 2:03
4. Blast – 1:51
5. The Seal – 2:11
6. Dark Heart – 3:00
7. Impure – 3:41
8. Summoning the Futura – 1:06
9. Anger – 2:14
10. We Are the Horde – 3:11
11. When the Sun Drowns in Dark – 4:33
12. Black Metal (reprise du groupe Venom) – 3:14 (édition limitée)
13. Fight Fire With Fire (reprise du groupe Metallica) – 4:06 (édition limitée)